# Shakespeare modernizált angol és jegyzetekkel ellátott változatai
William Shakespeare korai modern angol nyelve jelentős fejtörést okoz még az angol olvasóközönség számára is, a nem angol anyanyelvűeknek pedig még komolyabb nehézségekkel kell szembeszegülniük, amikor a Bárd műveit akarják eredetiben élvezni. Nem véletlen, hogy az interneten fellelhető egy angolról „Shakespeare angolra” fordító generátor is. Erre a célra hivatottak a mester modernizált művei. Az alábbi szócikk célja felsorolni néhányat ezek közül, hogy azon érdeklődők is lehetőséghez jussanak a művek olvasásához, akik számára az eredeti művek túl nagy falatnak bizonyulnak, mégis inkább angol, mintsem egyéb másik nyelven szeretnék olvasni őket. 
Ezen túlmenően még egy nem teljes körű lista is megjelenik Shakespeare jegyzetekkel ellátott köteteiből is. Ezek olyan kötetek, melyek megőrzik a művet teljes, eredeti egészében, ugyanakkor szerkesztők óriási energiákat befektetve jegyzeteket készítettek a különböző művek értelmezésének elősegítése végett. Céljuk, hogy elősegítsék az olvasók műértését, ugyanis a modern olvasói szemszögből nézve ezeket a műveket csak kolosszális háttérmunka, szorgos kutatás és tanulmányok folytatása árán lehet teljes egészükben élvezni. Az ilyen kötetek lényege, hogy megosztják a releváns háttérinformációkat az olvasókkal, hogy felfoghassák azokat a Shakespeare-korabeli referenciákat, amiket értelmezni tudni csak a kor beható történelmi, színháztörténeti, politikai stb. ismeretével lenne lehetséges. 

## Sparknotes: No Fear Shakespeare[2]
Egyike a legnépszerűbb web alkalmazásoknak a Sparknotes honlap kezdeményezése. A honlap eredendően arra volt hivatott, hogy középiskolás diákok számára hozzák testközelbe Shakespeare írásait. Ennek megfelelően a feldolgozásban, értelmezésekben is rengeteg középiskolai segédanyag található meg: fogalmazásokhoz témakörök, lehetséges dolgozatkérdések, kvízek a művekből, műértelmezés, videós magyarázat, szereplőanalízis, csak hogy néhány funkció kerüljön megemlítésre. Ezen túlmenően pedig maguk a modern fordításaik a műveknek: szám szerint 19 színdarab és mind a 154 szonett fordul modern angolra. Fontos ugyanakkor kihangsúlyozni, hogy a fordítások – lévén hogy középiskolás diákoknak készülnek elsősorban – a nyelv egyszerűsítésével is járnak (nem véletlenül hivatkoznak műveikre „plain English”, azaz egyszerű, közérthető angol művekként), ami némiképpen torzítja az eredetit, de az indítványozás mindenképpen megsüvegelendő, mert sokak számára leküzdhetetlen nyelvi akadályt jelent az eredeti szöveg, amit ebben a könnyített formában hozzáférhetőbbé tesznek ezek az átiratok. 
A művek számos nyomtatott és elektronikus formátumban érhetőek el: papírkötésű könyvként, PDF dokumentumként, internetes oldalról, e-könyvként, de akár okostelefon alkalmazás  formájában is elérhetőek. Az okostelefon alkalmazás először kéthetes ingyenes próbaidőszakot biztosít, utána a felhasználó egy művet vagy a szonettgyűjteményt választhat magának bérmentve, a többihez való hozzáférés viszont fizetőssé válik. A funkciók között azonban széles a felhozatal: van lehetőség szótár- és magyarázóprogram aktivizálására, amivel érdekességeket tudhatunk meg az adott passzusról, beállítható az eredeti szöveg és a modern fordítás osztott képernyős olvasására, így az olvasó akár olvashatja az eredetit, de ha nehézsége támad az értelmezésével, azonnal ott van mellette a közérthetőbb segítség. Aki shakespeare-i szitokszavakkal is bővítené trágár nyelvi repertoárját, annak jól jöhet a külön erre a célra összeállított lista, de ezeket a színdarab fejezeteinek végén is megemlíti definícióval együtt az applikáció. Az alkalmazás nagyon felhasználóbarát, végtelenül egyszerű kezelni, mindössze néhány gombnyomás után máris hozzáláthatunk a Bárd műveinek élvezéséhez. 

## No Sweat Shakespeare[4]
Egy másik népszerű internetes Shakespeare adatbázis. A weboldal egy vérbeli Shakespeare hálózat, a saját elmondásuk szerint ők „a Shakespeare e-könyvek, idézetek, szonettek, forrásanyagok, tények és a Shakespeare blog otthona.” Az oldal célja egyrészt szintén a diákok közelebb hozatala Shakespeare-hez, de itt mélyreható elemző írások is megjelenésre kerülnek a költő-író életművéről, a korszellemről, történelmi háttérről, illetve esszéket is publikálnak róla. Ezen túlmenően lehetőség nyílik a Bárd családi hátteréről és a Globe Színházról is mélyrehatóbb ismeretekre szerezni. 
Van egy úgynevezett „Shakespeare for Kids”, azaz Shakespeare gyerekeknek funkció, ami kifejezetten 8-12 éves korú gyerekeket céloz meg. Öt színdarab, nevezetesen a Julius Caesar, a Macbeth, a Szentivánéji álom, a Rómeó és Júlia, valamint a Vihar érhetőek el ebben a gyerekeknek szánt változatban. A készítők véleménye szerint a kezdeményezés célja, hogy a fiatalok korán megbarátkozzanak Shakespeare műveivel. 
Ami még hasznos bevezető lehet a Shakespeare ismeretekbe, az a „Shakespeare basics” szekció. Itt ötven bejegyzésből tudhatunk meg különböző alapvető információkat a szóban forgó író életéről, melyeket olvasmányos stílusban prezentálnak a szerzők. A családi háttér mellett anyagi helyzetéről, hivatásáról, a Globe Színházról, de akár aláírásának írásképéről is megtudhatunk érdekességeket.

## Shakespeare jegyzetekkel ellátott művei
Ebben a blokkban néhány jegyzetekkel ellátott Shakespeare kötet kerül megemlítésre.
A Riverside Shakespeare egy hosszadalmas sorozat, melyet a Houghton Mifflin kiadó forgalmaz. Az első kiadványsorozat 1883 és 1901 között jelent meg. 1974-ben új kiadás jelent meg mint teljes kutatói verzió. G. Blakemore Evans volt az általános szerkesztő. 1996-ban megjelent egy átdolgozott kiadás, mely arról lett nevezetes, hogy ez volt az első komplett kiadás, mely magában foglalta a vitatott III. Edvárdot, valamint a Funeral Elegyt, mely John Ford költeménye, amit itt tévesen Shakespeare művének titulálnak.

## Arden Shakespeare
Az Arden Shakespeare egy a Bárd műveit feldolgozó, kutatói kommentárokkal ellátott sorozat, mely teljesen megszerkesztett, modern helyesírással ellátott kiadása a színdaraboknak és verseknek, hosszadalmas bevezetőkkel és részletgazdag kommentárokkal ellátva. Három eltérő sorozat jelent meg az elmúlt században, melyből a harmadikat még nem fejezték be. Ardennek hívták Shakespeare édesanyját, de a sorozat az Arden erdőről kapta a nevét, ahol az Ahogy tetszik játszódik. 
Az első sorozatot a Methuen kiadó adta ki 1899-es kezdéssel. Az ezt követő 25 évben Shakespeare összes műve megjelent. Az eredeti szerkesztője az Arden Shakespeare-nek James Craig volt 1899 és 1906 között, akit R. H. Case követett 1909 és 1944 között.

## Oxford Shakespeare
Az OUP fennhatósága alatt kiadott kötetek. Általános szerkesztői Stanley Wells és Gary Taylor.
Egy Complete Works kiadás megjelent 1986-ban. Tartalmazza Shakespeare összes színdarabját és versét, valamint egy életrajzi bevezetőt. Minden mű egy egyoldalas bevezetőt kap. Nincsenek magyarázó jegyzetek, cserébe viszont egy glosszárium található a könyv hátuljában. Ezen felül még két könyv kapcsolódik a főkötethez, ezek a William Shakespeare: A Textual Companion (Szöveg segédlet) és a William Shakespeare: An Old-Spelling Edition (régi helyesírású kiadás), melyben a korai modern angol helyesírási konvenciók alapján jelennek meg az írások. 
Az Oxford Complete Works abban tér még el a többi kiadástól, hogy az első előadáskori szövegkönyvet célozza meg, mintsem az első nyomtatott verziót. Ez számos vitatott választáshoz vezetett, például a Hamletben néhány híres beszédet csak a csatolmányok szekcióban tüntettek fel azzal az indoklással, hogy Shakespeare az eredeti előadások után adta hozzá őket; ezen kívül a Lear király két eltérő szövegben jelenik meg, mivel a két fennmaradt szöveg drasztikusan eltér egymástól, valamint Falstaff nevének Oldcastle-re való lecserélése a IV. Henrik első felvonásában, ami annak a történelmi bizonyítéknak tudható be, miszerint ez volt az első előadásokban a neve, jóllehet, nem maradt fenn a nyomtatott megjelenésig.
Ez a gyűjtemény hangsúlyozta először Shakespeare kollaboratív munkáját: a Macbethet, a Szeget szeggelt és az Athéni Timont Thomas Middletonnal való együttműködői munka gyümölcseként vagy az említett személy részéről lektorált írásokként kerülnek megemlítésre; a Periklészt úgy említik, mint George Wilkinsszel való közös eredmény; a VI. Henrik első felvonása számos ismeretlen drámaíróval való kooperáció, a Két nemes rokon pedig John Fletcherrel történő együttműködés eredménye. Ezen túlmenően még megtörte a hagyományt, mely szerint Shakespeare műveit kronológiai sorrendben és nem műfaj szerinti rendezésben szortírozta. 
2005-ben a Teljes műveknek második kiadása jelent meg. Két teljesen új szöveg került bele. Az első Morus Tamásról (szerk. John Jowett), melynek bizonyos részei Shakespeare tollából származhatnak és a III. Edward, melyről szintén az a hiedelem járja, hogy részben Shakespeare munkája.  